# بوب أوبراين
بوب أوبراين (26 يناير 1927 - 19 سبتمبر 2008 في الولايات المتحدة) (بالإنجليزية: Bob O'Brien)‏ هو لاعب كرة سلة أمريكي في مركز هجوم صغير الجسم. لعب مع غولدن ستايت ووريورز.

## وصلات خارجية
- بوب أوبراين على موقع إن بي أي (الإنجليزية)
- بوب أوبراين على موقع سبورتس رفرنس (الإنجليزية)
- بوب أوبراين على موقع ريلجم (الإنجليزية)
- بوب أوبراين على موقع بروبوليرز (الإنجليزية)